# Conte Russell
Conte Russell è un titolo nobiliare inglese nella Parìa del Regno Unito.

## Storia

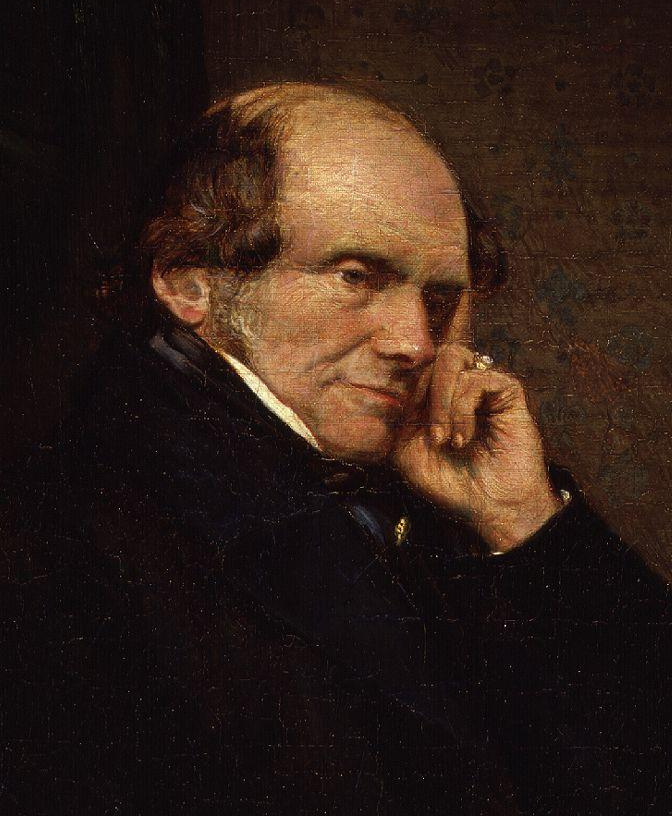
John Russell, I conte Russell

Il titolo venne creato il 30 luglio 1861 per il politico liberale Lord John Russell, figlio terzogenito di John Russell, VI duca di Bedford, il quale fu Home Secretary dal 1835 al 1839, Segretario degli Esteri dal 1852 al 1853 e dal 1859 al 1865 nonché Primo Ministro del Regno Unito dal 1846 al 1852 e dal 1865 al 1866. Oltre alla contea, ricevette contemporaneamente anche il titolo di Visconte Amberley, di Amberley nella contea di Gloucester e di Ardsalla nella contea di Meath.
Il I conte venne succeduto dal nipote, il II conte, dal momento che suo figlio John Russell, visconte Amberley gli era premorto. Questi fu uno dei pari che aderirono al Partito Laburista ed ebbe incarichi sotto il primo ministro Ramsay Macdonald come Sottosegretario di Stato per l'India dal 1929 al 1931. Morendo senza eredi, venne succeduto nel 1931 dal fratello minore, il III conte, famoso filosofo e Premio Nobel, Bertrand Russell. Quando questi morì nel 1970, suo figlio primogenito il IV conte ottenne il titolo sino a quando non morì lasciandolo al fratellastro, il V conte, nel 1987. Quest'ultimo fu un noto storico della storia inglese del XVII secolo nonché parlamentare nelle file dei liberal democratici nella camera dei lords, risultando eletto nel 1999 anche dopo il passaggio dell'House of Lords Act 1999. Attualmente i titoli sono detenuti dal figlio minore di quest'ultimo, il VII conte, succeduto al fratello nel 2014.

## Conti Russell (1861)
- John Russell, I conte Russell (1792–1878)
- John Francis Stanley Russell, II conte Russell (1865–1931)
- Bertrand Arthur William Russell, III conte Russell (1872–1970)
- John Conrad Russell, IV conte Russell (1921–1987)
- Conrad Sebastian Robert Russell, V conte Russell (1937–2004)
- Nicholas Lyulph Russell, VI conte Russell (1968–2014)
- John Francis Russell, VII conte Russell (n. 1971)

Attualmente non vi sono eredi per la contea dal momento che il VII conte ha due figlie ma nessun figlio maschio.

## Albero genealogico
|                                          |                                          |                                              |                                              |                                            |                                     |                                |
|                                          |                                          |                                              | John, I conte 1792-1878                      |                                            |                                     |                                |
|                                          |                                          |                                              |                                              |                                            |                                     |                                |
|                                          |                                          |                                              |                                              |                                            |                                     |                                |
|                                          | John 1842-1876                           | John 1842-1876                               | George Gilbert William 1848-1933             | George Gilbert William 1848-1933           | Francis Albert Rollo 1849-1914      | Francis Albert Rollo 1849-1914 |
|                                          |                                          |                                              |                                              |                                            |                                     |                                |
|                                          |                                          |                                              |                                              |                                            |                                     |                                |
| John Francis Stanley, II conte 1865-1931 | John Francis Stanley, II conte 1865-1931 | Bertrand Arthur William, III conte 1872-1970 | Bertrand Arthur William, III conte 1872-1970 |                                            |                                     |                                |
|                                          |                                          |                                              |                                              |                                            |                                     |                                |
|                                          |                                          |                                              |                                              |                                            |                                     |                                |
|                                          | John Conrad, IV conte 1921–1987          | John Conrad, IV conte 1921–1987              | Conrad Sebastian Robert, V conte 1937-2004   | Conrad Sebastian Robert, V conte 1937-2004 |                                     |                                |
|                                          |                                          |                                              |                                              |                                            |                                     |                                |
|                                          |                                          |                                              |                                              |                                            |                                     |                                |
|                                          |                                          | John Francis, VII conte 1971                 | John Francis, VII conte 1971                 | Nicholas Lyulph, VI conte 1968–2014        | Nicholas Lyulph, VI conte 1968–2014 |                                |